# Неємсалу Ян Гансович
Ян Гансович Неємсалу (5 жовтня 1905, cело Кассарі волості Кірбла Лянеського повіту, тепер Естонія — 1972, тепер Естонія) — радянський естонський діяч, селянин-бідняк, секретар первинної партійної організації села Кірбла Кірбласької волості Лянеського повіту. Депутат Верховної Ради СРСР 1-го скликання (1941—1946).

## Життєпис
Народився в багатодітній бідній селянській родині. До 1930-х років члени родини, в тому числі Ян, носили німецькомовне прізвище Нойхофф (ест. Neuhoff), а в роки урядування Пятса змінили його на естономовне — Неєемсалу.
Закінчив початкову школу. З дитячих років наймитував.
З 1930 року — селянин-бідняк садиби Куб'я села Кірбла Кірбласької волості Лянеського повіту.
Активно підтримував окупацію Естонії радянськими військами влітку 1940 року, брав участь у створенні комсомольської організації, працював членом правління волосної профспілки сільськогосподарських робітників, організовував народний дім. Також брав активну участь у проведенні земельної реформи у Кірблаській волості.
Член ВКП(б) з серпня 1940 року.
У 1940—1941 роках — секретар первинної партійної організації, на радянській роботі в селі Кірбла Лянеського повіту. Під час німецько-радянської війни був евакуйований в східні райони СРСР.
Подальша доля невідома. Помер у 1972 році.